# 에릭 그레이튼스
에릭 그레이튼스(Eric Robert Greitens, 1974년 4월 10일 ~ )은 미국의 정치인으로 제57대 미주리주 주지사이다.

## 학력
- 듀크 대학교 인문학 학사
- 옥스퍼드 대학교 레이디 마거릿 홀 칼리지 문학 석사
- 옥스퍼드 대학교 레이디 마거릿 홀 칼리지 철학 박사

## 경력
- 2016.01 ~ 2018.06 제56대 미주리주 주지사

## 사임
- 2018년 5월 30일 '성행위 강요·협박' 미 미주리주 그레이튼스 지사 사임

## 역대 선거 결과
| 선거명      | 직책명        | 대수 | 정당   | 득표율 | 득표수      | 결과 | 당락               |
| ----------- | ------------- | ---- | ------ | ------ | ----------- | ---- | ------------------ |
| 2016년 선거 | 미주리 주지사 | 56대 | 공화당 | 51.14% | 1,433,397표 | 1위  | 미주리 주지사 당선 |